# Rollancourt
Rollancourt è un comune francese di 280 abitanti situato nel dipartimento del Passo di Calais nella regione dell'Alta Francia.
Il suo territorio comunale è attraversato dal fiume Ternoise.

## Storia
Citata dal 1071, la famiglia de Rollancourt possedette la signoria fino al 1335, quando Marie de Rollancourt la portò in dote a Jean de Châtillon, figlio di Gaucher VI de Châtillon e Marguerite de Dampierre. Alla fine del XV secolo, passò per matrimonio alla famiglia Lannoy e poi, a metà del XVI secolo, a Massimiliano di Egmont (1509–1548) e a Guglielmo I d'Orange (1533–1584). Rollancourt costituiva allora una baronia che fu venduta all'inizio del XVII secolo ai d'Ongnies (Oignies). Nel 1642, Isabelle d'Ongnies la recò in dote a Nicolas François de Marnix la cui famiglia la mantenne sotto il proprio domino fino alla Rivoluzione francese.

### Simboli
Lo stemma del comune si blasona:
Stemma adottato il 24 maggio 1991. Il Comune decise di riprendere le insegne della famiglia De Marnix, ultimi signori di Rollancourt (d'azzurro, alla banda d'argento, accompagnata da due stelle d'oro) aggiungendo un riferimento alla presenza di numerosi cigni sul suo territorio.

## Società

### Evoluzione demografica
Abitanti censiti